# Simulium jaimeramirezi
Simulium jaimeramirezi är en tvåvingeart som beskrevs av Peter Wolfgang Wygodzinsky 1971. Simulium jaimeramirezi ingår i släktet Simulium och familjen knott. Inga underarter finns listade i Catalogue of Life.